# Conus sakalava
Espèce
Conus sakalava est une espèce de mollusques gastéropodes marins de la famille des Conidae.
Comme toutes les espèces du genre Conus, ces escargots sont prédateurs et venimeux. Ils sont capables de « piquer » les humains et doivent donc être manipulés avec précaution, voire pas du tout.

## Description
La longueur de la coquille de l'holotype mesure 29,9 mm.

## Distribution
Cette espèce marine d'escargot conique est présente au large de Madagascar.

## Taxonomie

### Publication originale
L'espèce Conus sakalava a été décrite pour la première fois en 2017 par les malacologistes Éric Monnier (d) et Manuel Jimenez Tenorio (d) dans « Xenophora Taxonomy »,.

### Synonymes
- Kioconus (Ongoconus) sakalava Monnier & Tenorio, 2017 · non accepté
- Kioconus sakalava Monnier & Tenorio, 2017 · non accepté (combinaison originale)